# Ардахан
Ардахан (тур. Ardahan, арм. Արդահան, груз. არტაანი) — город в северо-восточной Турции, центр одноимённой провинции (ила). Расположен на Карсском плоскогорье в верховьях реки Куры, которой делится на две части.

## Название
Согласно грузинским исследователям, прежнее название Ардахана (груз. არტაანი, Артаани) было Паракани; источники указывают, что именно провинция исторически носила название Артаани. Утверждается что в именах Ардануч, Артвин и Ардахан можно выделить хурритский корень ард-/арт-, означающий «город», который также присутствует в названии места Картли. Также существует теория, что корень арт- может быть именем божества или места поклонения

## Медиа
Ардахан пережил значительный рост цифровых медиа с тех пор, как он получил статус провинции, отделившись от Карса в 1992 году. В городе работает множество медиа платформ, и большинство из них вещают через Интернет. Первая интернет газета Ардахана, основанная Мехметом Али Арсланом, продолжает активно издаваться и сегодня. Традиционные печатные газеты в значительной степени перешли на электронную журналистику с 2015 года, не отставая от процесса цифровизации, и несколько газет продолжают свои традиционные печатные издания в городе. Хотя в городе нет спутникового или наземного медиа-канала, есть много радио-, телевизионных и газетных платформ, вещающих через Интернет

## История
К. Туманов полагал, что Артаани относился к «Верхней Иберии», но также отмечал, что данная территория была присоединена к Иберии в IV веке до н. э. и оставалась в ее пределах до III века до н. э. Во время правления царя Фарнаваза он, возможно, был включен в эриставство Цунда. Согласно Страбону, Артаан — провинция Арташесидской Армении, отнятая последней у Иберии. В I веке, ненадолго, вернулся в состав Иберии, но после установления прочной власти династии Аршакуни в Армении регион, как и некоторые части Гугарка, находившиеся к тому времени в составе Фарнавазидской Иберии, вновь были возвращены последней и оставались в границах Армении до 387 года.
В 530-х годах Гуарамиды овладели этим регионом. В 791 году стал частью владений грузинских Багратидов, примерно между 813 и 830 годами одна из областей в княжестве Тао-Кларджети. С 1008 года часть Грузинского царства, а затем часть княжества Самцхе. После подчинения Самцхе в 1555 году, Османская Империя преобразовала его в санджак, в составе эялета Чилдыр.
Османский путешественник XVII века Эвлия Челеби, об Ардахане:
Жители Ардагана — правоверные, признающие единого бога сунниты, гостеприимные люди. Большинство занято землепашеством, а часть — торговцы сухопутные. В [окрестных] горах произрастает боярышник, дающий прекрасные плоды. Эта крепость расположена к северу, от Эрзурума на расстоянии пяти дней пути. От Ардагана до Карса одна стоянка.
— Эвлия Челеби, «Книга путешествия» (Сейахатнаме), 
В результате Русско-турецкой войны был взят русскими войсками в 5 (17) мая 1877 года и до 1917 года был частью Карсской области Российской империи.
Согласно У. Э. Д. Аллен, в период с 1877 по 1917 год, население Артвина, Ардахана и Ардануча, где даже в средние века проживал значительный армянский торговый элемент, стало почти исключительно армянским.
В 1914 году Османская империя временно захватила Ардаган. В захваченном турецкими войсками регионе армянcкое и греческое население подверглось резне.  Массовое уничтожение армян в Артвинe, Ардагане и Ардануче, проходило под руководством особой организации, под видом военных действий. Подобное по отношению к мирному христианскому (в основном армянскому) населению происходило и по всему Ардаганскому округу. Немецкий журналист, ставший свидетелем этих событий, комментируя жестокость турок, восклицал:

Вы должны это видеть…насколько жестокими были их действия. Будь они прокляты… Они не имеют никакого отношения ни к мусульманам, ни к христианам, ни к кому либо!
— Танер Акчам. «A shameful act: the Armenian genocide and the question of Turkish responsibility»
 В течение 1918—1920 г.г. — южная часть бывшего Ардаханского региона Российской Империи с городом Ардахан находилась в составе Демократической Республики Армения, а северная — в составе Грузинской Демократической Республики. Сразу после советского вторжения в Грузию (1921 г.) турки предъявили ультиматум Грузии с требованием уступить два района — Ардахан и Артвин. Находящееся под давлением грузинское правительство немедленно подчинилось. 23 февраля 1921 года Ардахан был возвращен Грузией. В соответствии с Карсским договором 1921 года Ардаган стал частью Турции.

## Население
До геноцида армян большинство населения составляли армяне.
Накануне русско-турецкой войны 1828—1829 годов в Ардагане проживало 400 семей, большинство из которых армянские, в городе также проживали грузины, греки, евреи, русские, турки, курды, осетины и езиды.
По результатам первой всеобщей переписи населения Российской империи 1897 года население составляло 4 142 чел., из них, чел.:
- Армяне — 1 315 (31,75 %),
- Славяне (в основном русские, а также украинцы, белорусы) — 1 331 (32,13 %),
- Турки — 746 (18,01 %),
- Поляки — 206 (4,97 %),
- Евреи — 111 (2,68 %),
- Греки — 107 (2,58 %),
- Грузины — 99 (2,39 %),
- Персы — 66 (1,59 %),
- Литовцы — 45 (1,09 %),
- Немцы — 30 (0,72 %),
- Курды — 12 (0,29 %),
- Карапапахи — 8 (0,19 %),
- Туркмены — 7 (0,17 %),
- представители других народностей — 59 (1,42 %).

Согласно Кавказскому календарю на 1915 г., население к 1914 году составляло 4 113 чел., из них, чел.:
- армяне — 2 063 (50,16 %),
- турки — 751 (18,26 %),
- русские — 574 (13,96 %),
- курды — 74 (1,80 %),
- грузины — 41 (1,0 %)
- и др.[26]

Население Ардагана по данным переписи 2000 года — 17 274 чел. большинство — турки.

## Экономика
В XIX веке население в основном занималось скотоводством и земледелием. Среди ремёсел были распространены столярное дело, медное дело, ткачество. В начале XX века здесь имелась фабрика и 5 небольших заводов (столярных, кожевенных и текстильных), а также имелось около 150 мастерских, магазинов и лавок.

## Климат
Расположенный на высоте 1900 метров, Ардаган имеет горный климат с чертами континентального. Ардаган является одним из наиболее холодных городов Турции. Зима суровая, хотя относительно малоснежная, лето короткое, с тёплыми, порой жаркими днями, но всегда холодными ночами. Весна очень длительная, заморозки сохраняются вплоть до конца мая, но возможны даже в июне. Осень наступает рано.

## Топографические карты
- Лист карты K-38-XXV. Масштаб: 1 : 200 000. Указать дату выпуска/состояния местности. (на карте — Ардаган)